# I Clowns
 I Clowns  és una pel·lícula franco-italiana-alemanya dirigida per Federico Fellini i estrenada el 1971.

## Argument
Des de la seva precoç infantesa, Fellini és atret, fins i tot subjugat, pel circ. Intenta aquí una mena de viatge nostàlgic a la trobada dels antics clowns i dels seus records.

## Producció
El film va ser produït per la cadena italiana RAI amb un acord que es llançaria simultàniament al cinema. La RAI i el coproductor Leone Film van acordar la seva emissió el dia de Nadal de 1970, i l'estrena al cinema a Itàlia l'endemà, 26 de desembre.

## Repartiment
- Federico Fellini: ell mateix
- Anita Ekberg: ella mateixa
- Pierre Étaix: ell mateix
- Annie Fratellini: clown, ella mateixa
- Charlie Rivel: clown, ell mateix
- Alvaro Vitali: Alvaro
- Ricardo Billi, Tino Scotti, Fanfulla, Dante Maggio, Galliano Sbarra, Nino Terzo, Giacomo Furia, Carlo Rizzo, Gigi Reder: clowns

## Premis
- 1971. Premi David di Donatello: Millor producció
- 1971. Ruban d'argent: Danilo Donati, Millor vestuari